# Meet the Barkers
Meet the Barkers es un reality show de la cadena de televisión MTV, en la cual se describe la vida cotidiana de una pareja de casados (Travis Barker y Shanna Moakler) y sus tres hijos. Recientemente, fue divulgado que Travis estaba preparando el divorcio con Shanna. Desde su separación con Shanna, Travis ha estado relacionado con Paris Hilton.
La primera temporada se emitió el 6 de abril de 2005 hasta el 8 de junio de ese mismo año. La segunda temporada fue premiada el 3 de enero de 2006.

## Miembros de la familia
- Travis Barker es el baterista de Blink 182 y The Transplants, también fue baterista de The Aquabats, Box Car Racer, y +44
- Shanna Moakler
- Atiana Cecelia de la Hoya es la hija de Shanna y el boxeador Oscar de la Hoya, nació el 29 de marzo de 1999.
- Landon Asher Barker es el hijo de Travis y Shanna, nacido el 9 de octubre de 2003.
- Alabama Luella Barker es la hija de Travis y Shanna. Nació el 24 de diciembre de 2005 durante la producción de la segunda temporada y sólo salió en el último episodio.Tiene 13 años y casi siempre va maquillada.

## Episodios

### Primera temporada
Consta de 10 episodios.

### Segunda temporada
Consta de 6 episodios.